# Nonea caspica
Nonea caspica es una hierba anual de la familia Boraginaceae, nativa de Turquía hasta Asia Central y Pakistán.

## Descripción
Tallos generalmente ramificados desde la base, 5-25 cm de alto; ramas ascendentes a decaídas, [híspidas, cortas y estriadas, con pelos glandulares. Hojas sésiles, híspidas, escasamente hirsutas. Hojas basales e inferiores del tallo lineal-oblanceoladas, 3-6 cm × 4-10 mm; hojas del tallo superior lineal-lanceoladas, más pequeñas. Inflorescencias hasta 15 cm después de la antesis, estrigoso corto e hirsuto. Pedicelo ca. 3 mm; brácteas lanceoladas lineales, 1.5-5 cm. Cáliz de 5-8 mm, dividido en 5 a medio; lobos triangulares lanceolados. Corola rojo púrpura, 0.8-1.2 cm; apéndices debajo de la garganta de 2 lóbulos; limitado a 1/3 del largo del tubo; lóbulos ovados a suborbiculares, margen entero o subdentado. Estambres insertados ligeramente por encima del medio en el tubo de la corola, incluidos; anteras ca. 1,4 mm Estilo ca. 4 mm; estigma subgloboso, ligeramente hendido 2. Ginobase ligeramente convexo. Tuercas maduras de color negro-marrón, reniforme, ca. 4 mm, glabro o escasamente pubescente antes de la madurez, arrugado horizontalmente, ápice con quilla; adjunto cicatriz cupular, margen finamente dentado. Semillas de color gris-marrón, reniforme; raíz superior cotiledones oblongos.

## Distribución
Es nativa de los siguientes países o regiones: Afganistán, Irán, Iráq, Kazajistán, Kirguistán, Pakistán, Rusia, Tayikistán, Transcaucasia, Turquía, Turkmenistán y Uzbekistán. Pero se ha introducido en Krasnoyarsk y Siberia Occidental.